# Augusto Bonetti
Augusto Bonetti (Murialdo, 15 maggio 1835 – Costantinopoli, 19 agosto 1904) è stato un arcivescovo cattolico italiano.

## Biografia
Nato a Murialdo, in diocesi di Mondovì, il 15 maggio 1835.
Membro della Congregazione della missione. Eletto alla chiesa titolare di Cardicio il 5 maggio 1885. Il 6 maggio 1887 venne promosso arcivescovo di Palmira e inviato come Delegato Apostolico in Costantinopoli per gli Orientali e Vicario Patriarcale per i Latini.
Morì a Costantinopoli il 19 agosto 1904 a causa di una malattia al fegato. La sua morte suscitò un vivissimo dolore sia a Roma sia a Costantinopoli per le sue rare doti. I primi dragomanni delle ambasciate e delle legazioni si recarono alla delegazione apostolica per esprimere le condoglianze a nome dei rispettivi ambasciatori e ministri. Anche i rappresentanti di tutti gli istituti religiosi e delle scuole cattoliche, dei patriarcati delle diverse confessioni e dell'esarcato bulgaro si iscrissero nel registro posto alla delegazione apostolica.

## Genealogia episcopale e successione apostolica
La genealogia episcopale è:
- Cardinale Scipione Rebiba
- Cardinale Giulio Antonio Santori
- Cardinale Girolamo Bernerio, O.P.
- Arcivescovo Galeazzo Sanvitale
- Cardinale Ludovico Ludovisi
- Cardinale Luigi Caetani
- Cardinale Ulderico Carpegna
- Cardinale Paluzzo Paluzzi Altieri degli Albertoni
- Papa Benedetto XIII
- Papa Benedetto XIV
- Cardinale Enrico Enriquez
- Arcivescovo Manuel Quintano Bonifaz
- Cardinale Buenaventura Córdoba Espinosa de la Cerda
- Cardinale Giuseppe Maria Doria Pamphilj
- Papa Pio VIII
- Papa Pio IX
- Cardinale Flavio Chigi
- Cardinale Camillo Siciliano di Rende
- Arcivescovo Augusto Bonetti, C.M.

La successione apostolica è:
- Arcivescovo Domenico Raffaele Francesco Marengo, O.P. (1904)